# Японолирион
Японоли́рион (лат. Japonolirion) — монотипный род травянистых многолетних растений семейства Петросавиевые (Petrosaviaceae). Единственный вид рода, Japonolirion osense, — эндемик Японии.

## Описание
Корневища чещуйчатые. Соцветие кистевидное. Семена эллиптической формы около 0,8 мм.

## Экология
Встречается на альпийских лугах на высоте 1400—1600 м над уровнем моря. Занесен в красную книгу Японии как уязвимый вид.

## Кариотип
В диплоидном наборе 12 пар хромосом.

## Распространение
Произрастает на островах Хонсю и Хоккайдо.